# المطبعة الرسمية للجمهورية التونسية
مطبعة الدولة التونسية أو المطبعة الوطنية للجمهورية التونسية لاحقا هي مؤسسة عمومية تونسية ذات صبغة إدارية تأسست بموجب قرار صدر سنة 1860. وتعتبر إحدى أهم دور النشر للنصوص القانونية من مجلات وأدلة مختصة تعنى بكل من المؤسسات والحرفيين.